# Staniszów
Staniszów (deutsch Stonsdorf) ist ein Ort in der Landgemeinde Podgórzyn (Giersdorf) im Powiat Jeleniogórski der Woiwodschaft Niederschlesien in Polen. Es liegt etwa neun Kilometer südlich von Jelenia Góra (Hirschberg im Riesengebirge).

## Geographie
Staniszów liegt im Hirschberger Tal am Fuße des Prudelberges (468 m, polnisch Witosza), auf dem bis 1945 ein 14 m hoher Bismarckturm stand. Vier Kilometer südwestlich befindet sich der Stangenberg (485 m, Góra Grodna). Nachbarorte sind Łomnica (Lomnitz) im Osten, Mysłakowice (Zillerthal-Erdmannsdorf) und Sobieszów (Hermsdorf) im Südosten, Piechowice (Petersdorf) im Westen und Cieplice Śląskie-Zdrój (Bad Warmbrunn) im Nordwesten.

## Geschichte
Stonsdorf wurde Anfang des 14. Jahrhunderts erstmals urkundlich erwähnt. Es gehörte zum Herzogtum Schweidnitz-Jauer, mit dem es nach dem Tod des Herzogs Bolko II. 1368 erbrechtlich an Böhmen fiel, wobei Bolkos Witwe Agnes von Habsburg ein lebenslanges Nießrecht zustand. Seit 1367 war auf der hiesigen Burg die Familie von Stange ansässig. Für das Jahr 1388 ist die oberhalb des Hauptplatzes errichtete Pfarrkirche belegt.

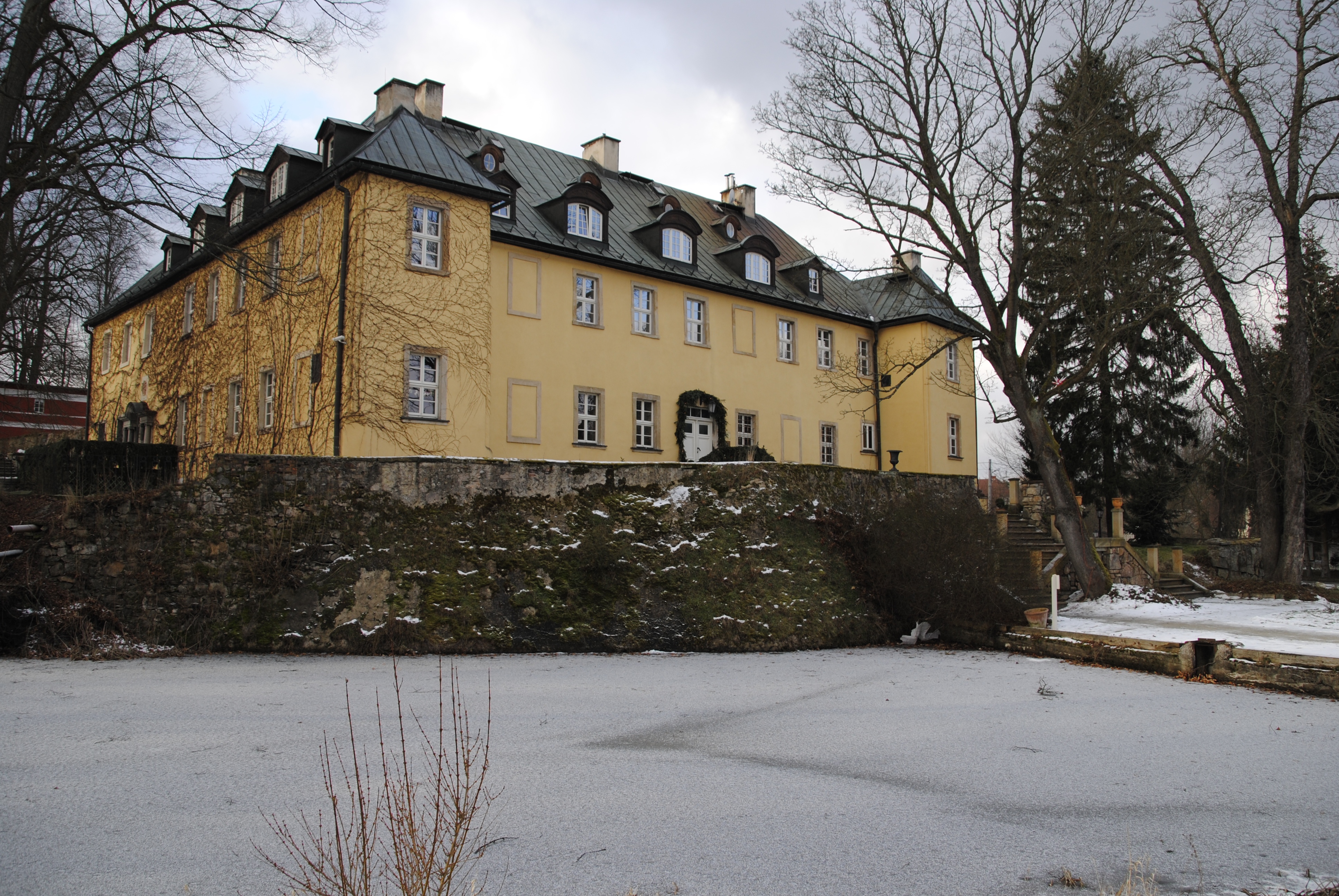
Das Reuß-Schloss von Stonsdorf/Staniszów

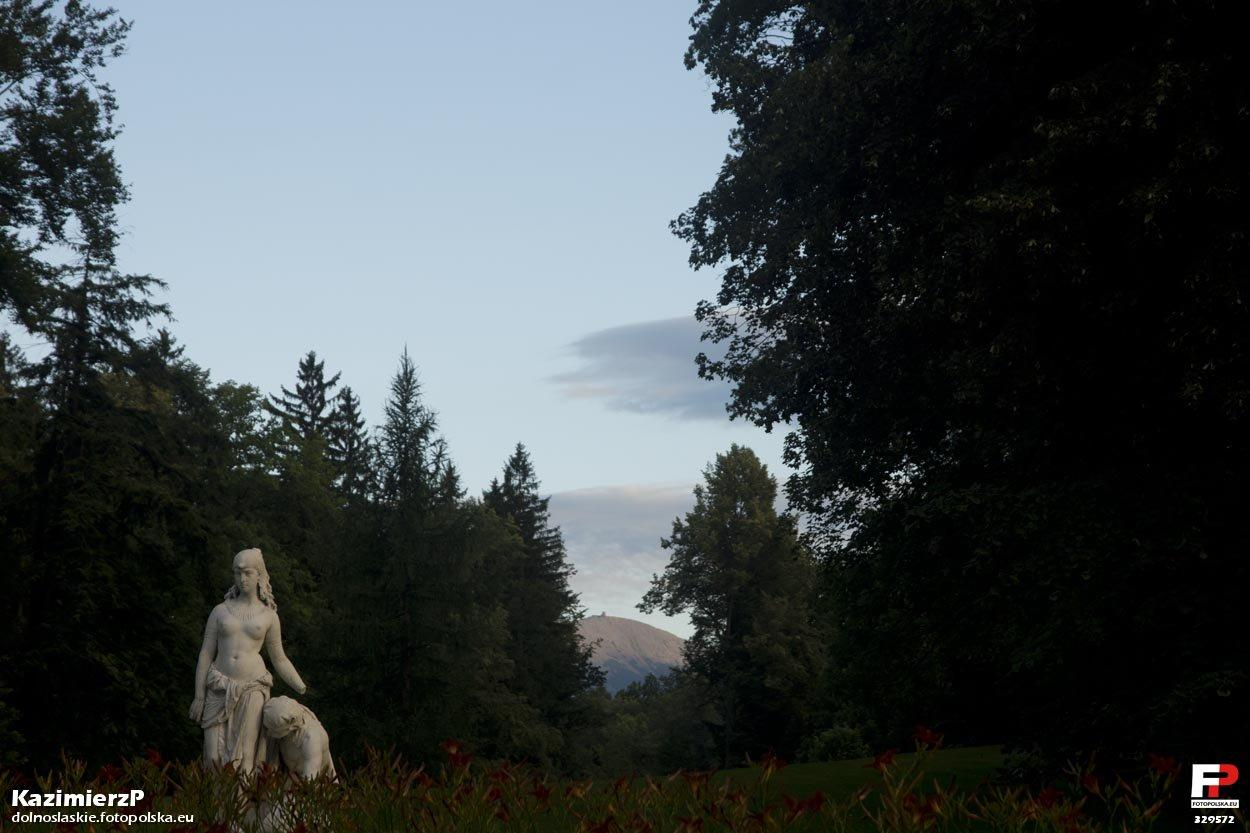
Stonsdorfer Schlosspark mit Blick auf die Schneekoppe

1726 erwarb Graf von Schmettow das Schloss aus der Renaissancezeit, das er barock erweitern ließ. Durch die Heirat seiner Tochter Henriette fiel der Besitz nach 1784 an Heinrich XXXVIII. Graf Reuß zu Köstritz aus dem Fürstenhaus Reuß. Er vererbte es seinem Neffen Heinrich LXIII. Reuß zu Köstritz, der 1817 den Prinzentitel erhielt; er ließ den dreieinhalb Hektar großen englischen Landschaftsgarten mit Wiesen, Teichen und Felspartien erweitern und die künstliche Ruine Heinrichsburg auf dem Stangenberg errichten. Ihm folgte Prinz Heinrich XII. (1829–1866), diesem sein Sohn Heinrich XXVIII. und diesem bis 1945 sein Sohn Heinrich XXXIV. (1887–1956). (Dessen Sohn Heinrich I. Prinz Reuß-Köstritz wurde 1935 Adoptivsohn des letzten Erbprinzen der Jüngeren Linie, Heinrich XLV.).
Nach dem Ersten Schlesischen Krieg fiel Stonsdorf zusammen mit dem größten Teil Schlesiens an Preußen. Nach der Neuorganisation der Provinz Schlesien gehörte die Landgemeinde Stonsdorf ab 1816 zum Landkreis Hirschberg im Riesengebirge, mit dem es bis 1945 verbunden blieb. 1874 wurde der Amtsbezirk Stonsdorf gebildet.
Neben seinen landschaftlichen Vorzügen wurde Stonsdorf mit dem Kräuterlikör Echt Stonsdorfer Bitter, der ab 1810 hergestellt wurde, weit über die Genzen Schlesiens bekannt. 1868 wurde die Produktion ins benachbarte Kunersdorf verlegt. 1933 bestand Stonsdorf aus 1321 Einwohnern, 1939 waren es 1354.
Als Folge des Zweiten Weltkriegs fiel Stonsdorf zusammen mit dem größten Teil Schlesiens 1945 an Polen und wurde zunächst Łącznikowo und 1948 in Staniszów umbenannt. Die deutsche Bevölkerung wurde, soweit sie nicht schon vorher geflohen war, vertrieben.

## Sehenswürdigkeiten
- Die katholische Filialkirche „Verklärung Christi“ wurde erstmals 1388 erwähnt. Sie besitzt im Chor ein Kreuzgewölbe. An den Fassaden befinden sich drei Epitaphien aus dem 17. Jahrhundert. Von 1845 bis 1945 diente sie als Simultankirche.
- Das Schloss Ober Stonsdorf war ursprünglich ein Renaissance-Gutshaus aus dem 16. Jahrhundert. 1787 wurde es grundlegend umgebaut und 1878 um einen Ostflügel erweitert. Über dem Steinportal befindet sich eine Kartusche mit dem Wappen des Fürstenhauses Reuß. In den Innenräumen hat sich ein reiches Schnitzdekor erhalten. Im kleinen Gartensalon befinden sich florale Wandmalereien aus dem Jahr 1934. 1816 besuchte die Philanthropin Izabella Czartoryska das Schloss. Nach Vertreibung und Enteignung der Prinzen Reuß diente das Schloss ab 1947 als Erholungsheim für Kinder und später als Fortbildungsstätte der Feuerwehr. 2001 erwarb ein polnischer Hotelier das leer stehende Schloss und baute es zu einem Luxushotel um.

Der Schlosspark ist Mitglied des Gartenkulturpfades beiderseits der Neiße. Dies verbessert die Möglichkeiten der Pflege (Parkseminare) und die Aussichten auf Förderung sowie die touristische Erschließung.

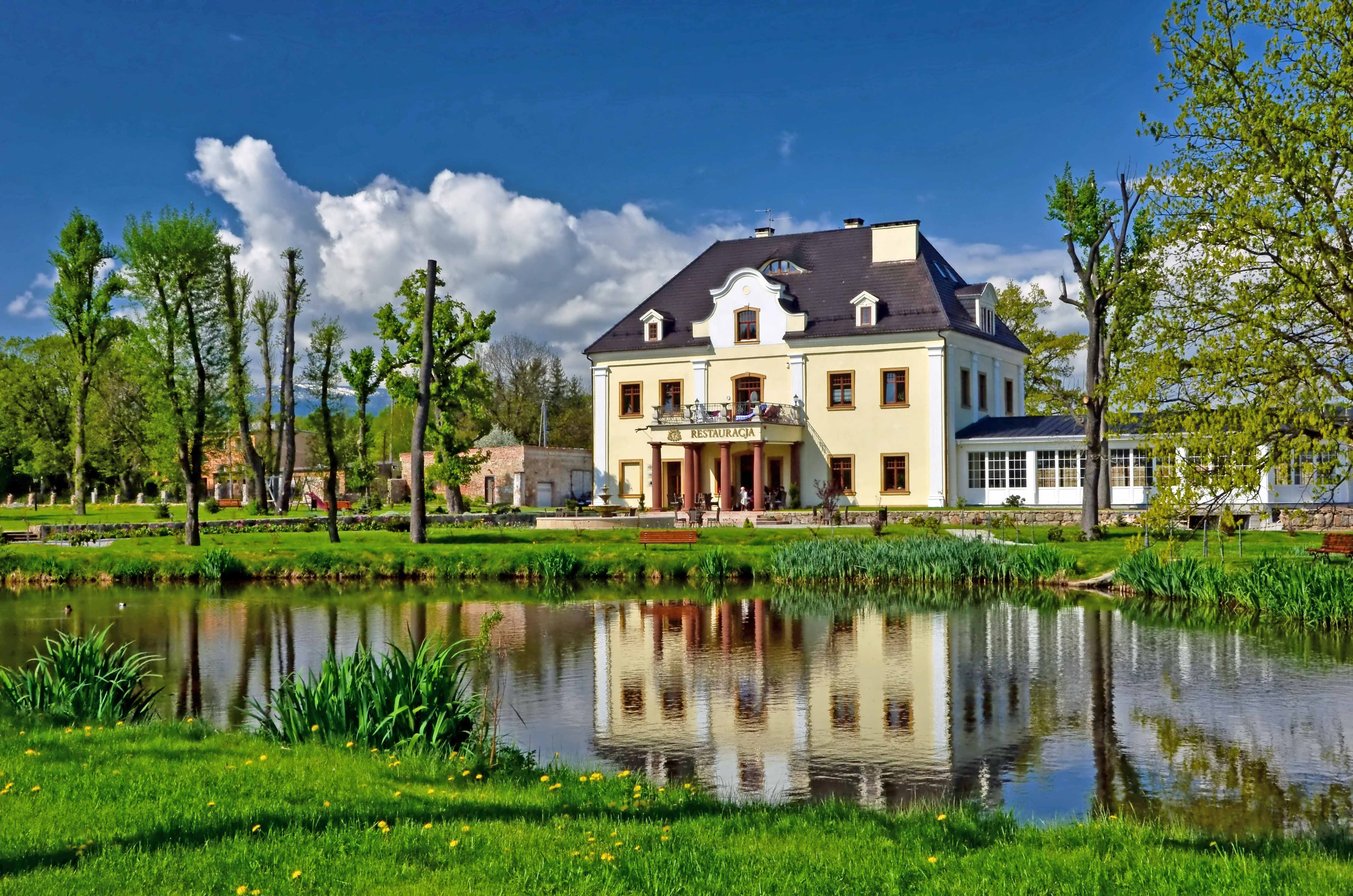
Das Herrenhaus von Nieder-Stonsdorf

- Oberhalb des Schlosses befindet sich eine Orangerie mit ausgebautem Dachgeschoss; errichtet 1818.
- Der weitläufige Landschaftspark wurde um 1800 durch den Prinzen Reuß angelegt. Im Park befindet sich auf dem Stangenberg (Góra Grodna) die Heinrichsburg, ein 1842 errichtetes Jagdschlösschen, das als Künstliche Ruine erbaut wurde.
- Das Herrenhaus von Nieder-Stonsdorf wurde 1787 errichtet und um 1830 umgebaut. Es gehörte ebenfalls dem Haus Reuß, bis es seit Anfang des 20. Jahrhunderts mehrmals die Besitzer wechselte. Inzwischen ist es als Hotel ausgebaut worden.

## Persönlichkeiten

### Persönlichkeiten, die vor Ort gewirkt haben
- Heinrich LXIII. Reuß zu Köstritz (1786–1841), Vertreter des Fürstenhauses Reuß, verstarb in Stonsdorf
- Anna Reuß zu Köstritz (1837–1907), Fürstin zu Stolberg-Wernigerode, verbrachte ihre Kindheit in Stonsdorf
- Heinrich XXXIII. Reuß zu Köstritz (1897–1942), deutscher Botschaftssekretär, verstarb in Stonsdorf